# 塘坊村站
塘坊村站（英語：Tong Fong Tsuen Stop）是香港輕鐵的車站之一，代號390，屬單程車票第4收費區，共有2個月台。塘坊村站位於青山公路－屏山段旁，於屏山新村及灰沙圍附近。
雖然本站取名自塘坊村，但其實際地理位置與本站仍有一段距離。塘坊村北面居民使用坑尾村站或會較本站方便。

## 車站結構

### 車站樓層

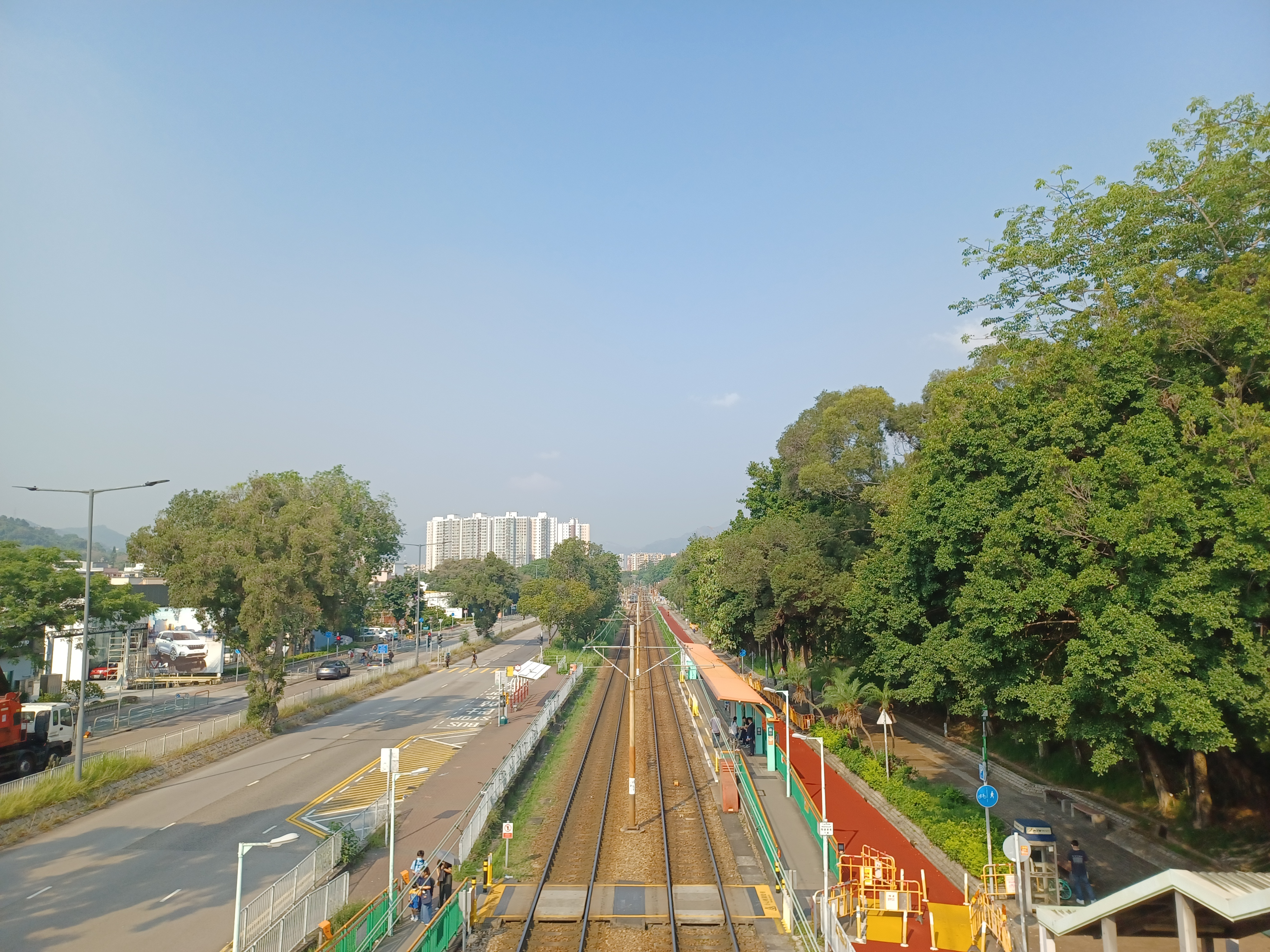
塘坊村站1號月台

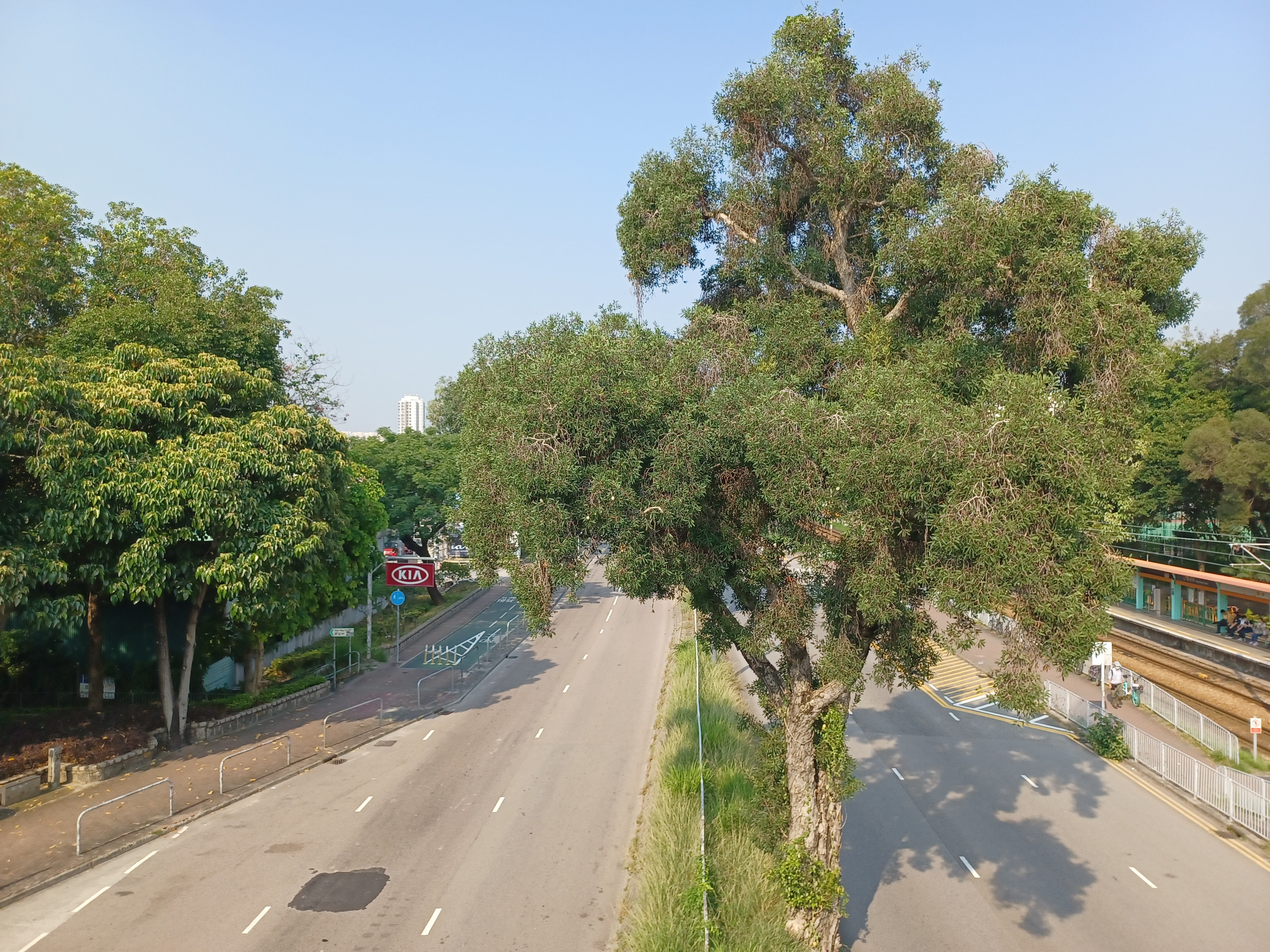
青山公路－屏山段近塘坊村站

| 天橋              | 行人天橋 | 往返灰沙圍 |   |  |
| 地面              | 出口     | 屏山新村 |   |  |
| 地面              | 月台     | \| 側式 · 開左邊车门 \| \| \| \| \| \| \| \| 輕鐵610綫往元朗（屏山） 輕鐵614綫往元朗（屏山） 輕鐵615綫往元朗（屏山） 輕鐵761P綫往元朗（屏山） \| 1 \| \| \| \| 2 \| 輕鐵610綫往屯門碼頭（洪水橋） 輕鐵614綫往屯門碼頭（洪水橋） 輕鐵615綫往屯門碼頭（洪水橋） 輕鐵761P綫往天逸（坑尾村） \| \| \| \| 側式 · 開左邊车门 \| \| \| \| \| |   |  |
| 地面              | 出口     | 青山公路－屏山段 |   |  |
| 側式 · 開左邊车门 |          | |   |  |
|                   |          | 輕鐵610綫往元朗（屏山） 輕鐵614綫往元朗（屏山） 輕鐵615綫往元朗（屏山） 輕鐵761P綫往元朗（屏山） | 1 |  |
|                   | 2        | 輕鐵610綫往屯門碼頭（洪水橋） 輕鐵614綫往屯門碼頭（洪水橋） 輕鐵615綫往屯門碼頭（洪水橋） 輕鐵761P綫往天逸（坑尾村） |   |  |
| 側式 · 開左邊车门 |          | |   |  |

### 車站周邊
- 屏山新村
- 灰沙圍
- 屏山
- 屏柏里公園
- 基達花園
- 塘坊村
- 帝庭居
- 娉廷

## 歷史
本站早期英文名稱為Tong Fong Stop，省略了「村」字的拼音。2010年6月13日起，港鐵公司將此站英文名稱更正為Tong Fong Tsuen Stop，惟車廂廣播仍然不變，現時往塘坊村站粵語廣播：「下一站係塘坊村」；英語廣播：“Next Stop is Tong Fong”.

## 外部連結
- 港鐵公司－輕鐵及巴士服務－輕鐵街道圖 （页面存档备份，存于）
- 港鐵公司－輕鐵及巴士服務－輕鐵行車時間表 （页面存档备份，存于）